# Punkalaitumenjoki
Punkalaitumenjoki är ett vattendrag i Finland.   Det ligger i landskapet Satakunta, i den sydvästra delen av landet, 170 km nordväst om huvudstaden Helsingfors och är en biflod till Loimijoki.